# Catapoecilma emas
Catapoecilma emas är en fjärilsart som beskrevs av Hans Fruhstorfer 1912. Catapoecilma emas ingår i släktet Catapoecilma och familjen juvelvingar. Inga underarter finns listade i Catalogue of Life.